# Rayyanah Barnawi
Rayyanah Barnawi (arab. ريانة برناوي) – badaczka biomedyczna i pierwsza astronautka pochodząca z Arabii Saudyjskiej. Rayyanah została wybrana przez Saudyjską Agencję Kosmiczną do misji Axiom Mission 2 gdzie pełniła funkcję specjalistki misji.
22 maja 2023 roku Rayyanah przybyła na Międzynarodową Stację Kosmiczną na pokładzie statku kosmicznego Dragon Crew należącego do amerykańskiej firmy SpaceX. Uważa się ją za 600. osobę, która poleciała na orbitę okołoziemską.
Stowarzyszenie Uczestników Lotów Kosmicznych (Association of Space Explorers) przyznało jej Universal Astronaut Insignia za lot orbitalny (nr 600).